# 伯恩斯號驅逐艦 (DD-171)
伯恩斯號驅逐艦（舷號DD-171）是一艘美國海軍建造的驅逐艦，為維克斯級驅逐艦的97號艦。她是美軍第一艘以伯恩斯為名的軍艦，以紀念1812年戰爭時期的私掠軍官鄂威·伯恩斯（Otway Burns）。
伯恩斯號在1918年於聯合鋼鐵廠開始建造，在同年下水，於1919年服役，其時第一次世界大戰已經結束。稍後伯恩斯號被派往大西洋執勤。1921年伯恩斯號改裝為佈雷艇，轉到太平洋服役，並曾到訪澳洲及新西蘭。1930年伯恩斯號退役除籍，並在1932年出售出拆解。